# Ausgleichsbecken

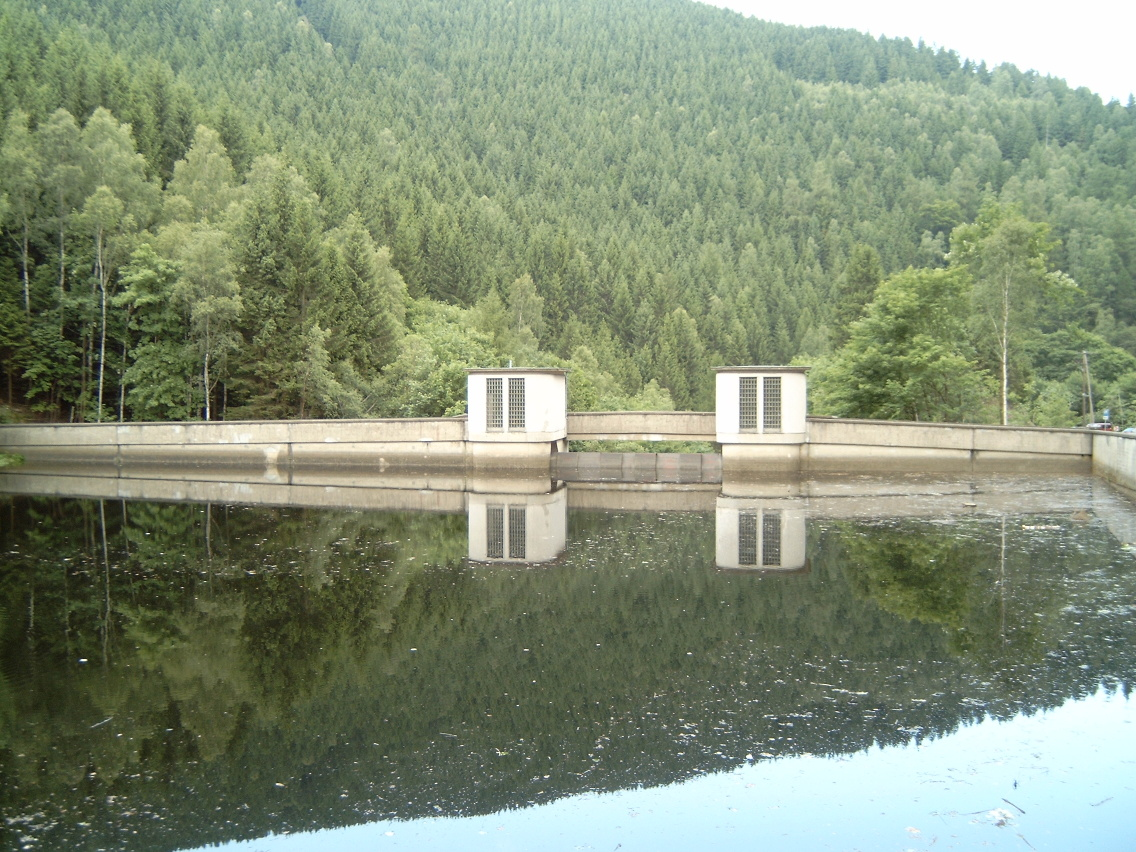
Ausgleichsbecken der Okertalsperre

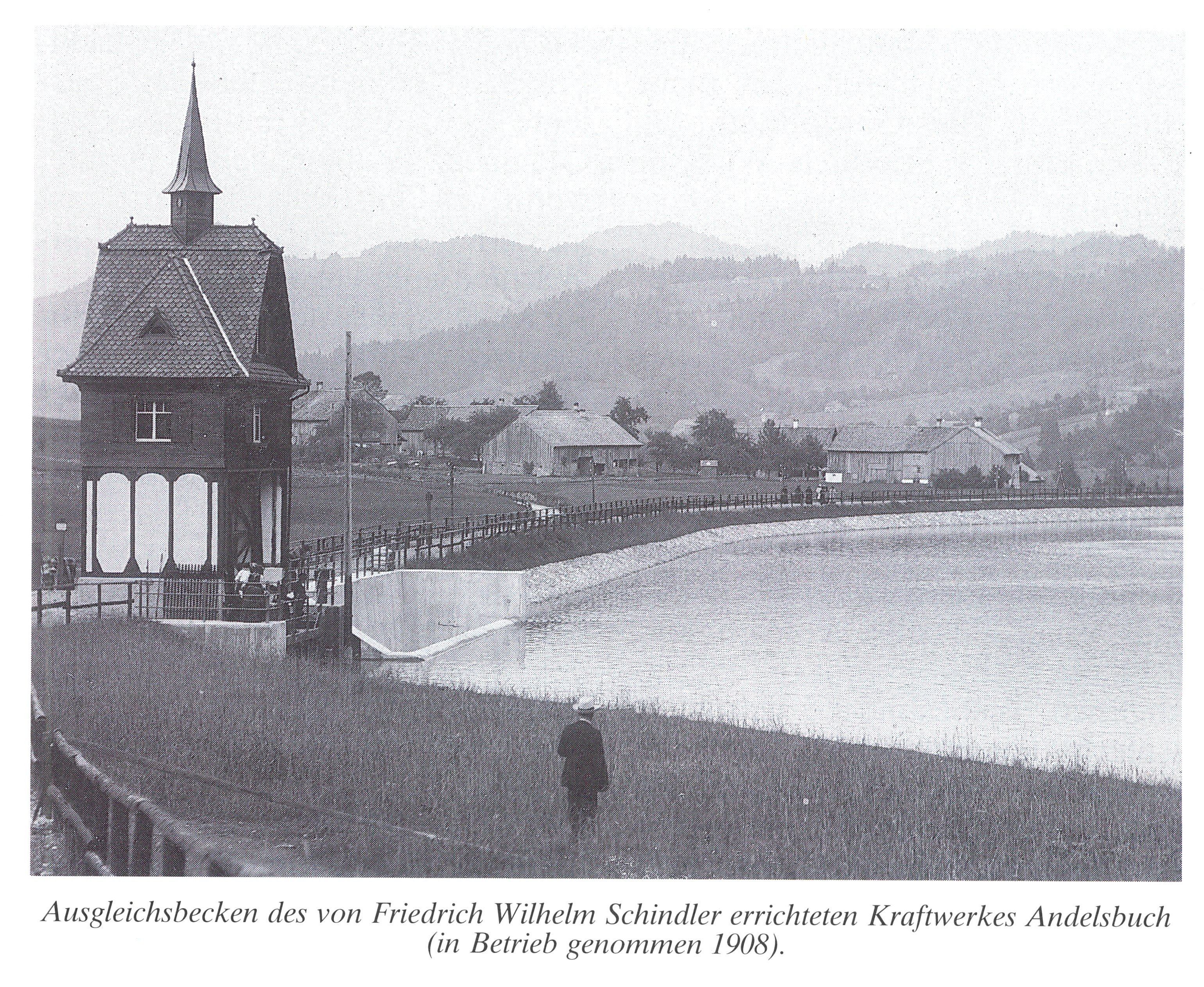
Ausgleichsbecken Andelsbuch, 1908 erbaut

Ein Ausgleichsbecken, auch Ausgleichsweiher genannt, ist ein Staubecken, das dazu dient, einen möglichst gleichmäßigen Wasserabfluss in ein Fließgewässer herzustellen oder einen Ausgleich zwischen zwei hintereinander geschalteten Kraftwerken zu schaffen, die unterschiedliche Wassermengen verarbeiten. Sie müssen im Besonderen verwendet werden:
- bei Speicherkraftwerken, da diese meist nur bei Spitzenlast in Betrieb stehen
- bei Laufwasserkraftwerken, die zeitweise nur im Teillastbetrieb gefahren werden.

Allgemeiner gefasst dienen Ausgleichsbecken der Entkoppelung von Systemen mit unterschiedlichen Durchflussmengen, sodass ein flexiblerer Betrieb möglich ist.

## Funktion
Speicherkraftwerke arbeiten oft nur wenige Stunden am Tag. Würde das Wasser aus dem Unterwasserkanal direkt ins Fließgewässer abfließen, so würde
- beim Anfahren des Kraftwerks der Pegelstand im Fließgewässer in Form einer einzigen fortschreitenden Wellenfront sprunghaft ansteigen und somit einen Schwall bewirken
- umgekehrt beim Abschalten des Kraftwerkes der Abfluss ins Fließgewässer sprunghaft stark zurückgehen, so dass dieses ganz oder beinahe trockenfallen könnte, dieser Effekt wird als Sunk bezeichnet.[2]

Beide Effekte sind nicht erwünscht, weil sie negative Auswirkungen auf das Ökosystem des Fließgewässers haben, siehe Schwallbetrieb.
Das Ausgleichsbecken unterhalb des Speicherkraftwerks sorgt für eine gleichmäßige Wasserabgabe ins Fließgewässer, indem es bei Betrieb des Kraftwerkes ein Teil des Unterwassers speichert, der erst bei abgeschaltetem Kraftwerk ins Unterwasser abgegeben wird. Die Größe des Ausgleichsbeckens bestimmt die Dauer des Volllastbetriebs des Kraftwerks:
- Zu Beginn des Volllastbetriebs sollte das Becken idealerweise leer sein;
- sobald das Becken voll ist, muss der Volllastbetrieb auf einen Teillastbetrieb reduziert werden.

Die Kraftwerksbetreiber müssen in der Regel Auflagen erfüllen, welche die maximale und minimale in das Fließgewässer abzugebende Wassermenge festlegen. In der Schweiz wurden mit dem neuen Gewässerschutzgesetz die Auflagen verschärft, so dass die meisten Kraftwerke bis 2030 zusätzliche Ausgleichsbecken bauen müssen, um Schwall und Sunk zu reduzieren.
Das vom Ausgleichsbecken ins Fließgewässer abgegebene Wasser kann in einem kleinen Laufwasserkraftwerk zur Stromerzeugung genutzt werden.